# Sesóstris (Heródoto)

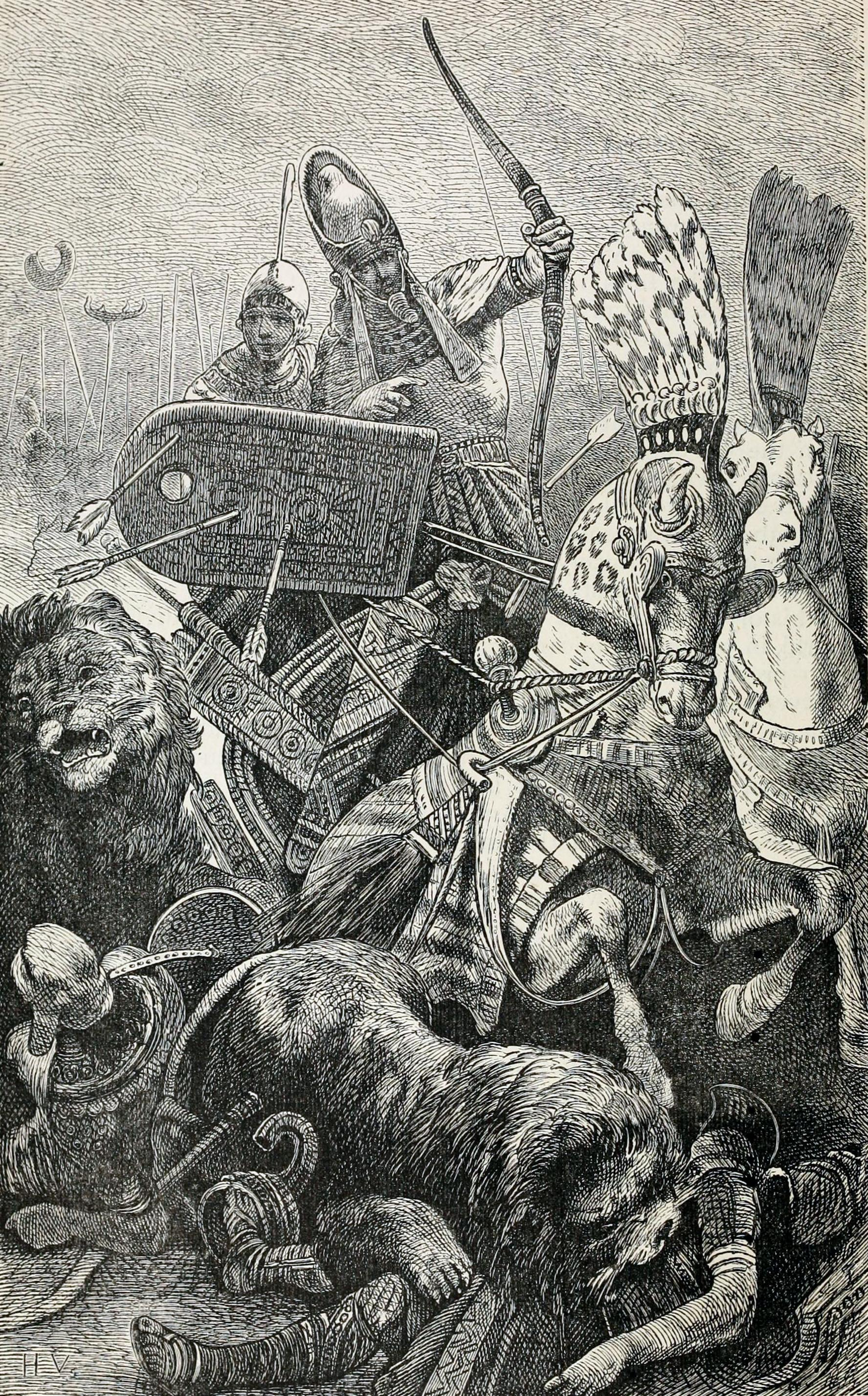
"O grande Sesóstris", identificado nesta gravura do século XIX como Ramessés II durante a Batalha de Cades.

Sesóstris (em grego:  Σέσωστρις) foi um rei lendário do antigo Egito que, segundo Heródoto, liderou uma expedição militar em partes da Europa. Os contos de Sesóstris são provavelmente baseados na vida dos faraós Senusrete I, Senusrete III e talvez outros faraós como Sisaque I e Ramessés II.

## Relatos

### Heródoto
Nas Histórias de Heródoto aparece uma história contada por sacerdotes egípcios sobre o faraó Sesóstris, que certa vez liderou um exército para o norte por terra até a Ásia Menor, então abriu caminho para o oeste até cruzar para a Europa, onde derrotou os citas e trácios (possivelmente nas atuais Romênia e Bulgária). Sesóstris então voltou para casa, deixando os colonos para trás no rio Fásis na Cólquida. Heródoto alertou o leitor de que grande parte dessa história veio de segunda mão por meio de sacerdotes egípcios, mas também observou que os colcos eram comumente considerados colonos egípcios.
Heródoto também relata que quando Sesóstris derrotou um exército sem muita resistência, ele ergueu um pilar em sua capital com uma vulva para simbolizar o fato de que o exército lutava como mulheres. Plínio, o Velho também faz menção a Sesóstris, que, segundo ele, foi derrotado por Saulaces, um rei rico em ouro da Cólquida.
Heródoto descreve Sesóstris como o pai do rei cego Feron, que era menos guerreiro do que seu pai.
De acordo com o professor Alan Lloyd "o núcleo da narrativa de Heródoto é fornecido por uma tradição egípcia que apresentou Sesóstris como um modelo do ideal de realeza. Isso certamente continha um elemento histórico, mas foi complementado e contaminado pelo folclore, propaganda nacionalista e atitudes gregas."

### Diodoro Sículo
De acordo com Diodoro Sículo (que o chama de Sesoosis) e Estrabão, ele conquistou o mundo inteiro, até mesmo a Cítia e a Etiópia, dividiu o Egito em distritos administrativos ou nomos, foi um grande legislador, e introduziu um sistema de castas no Egito e a adoração de Serápis. Diodoro também escreveu que “com relação a este rei, não apenas os escritores gregos estão em desacordo entre si, mas também entre os egípcios, os sacerdotes e os poetas que cantam seus louvores contam histórias conflitantes.” (1.53).

## Pesquisa moderna

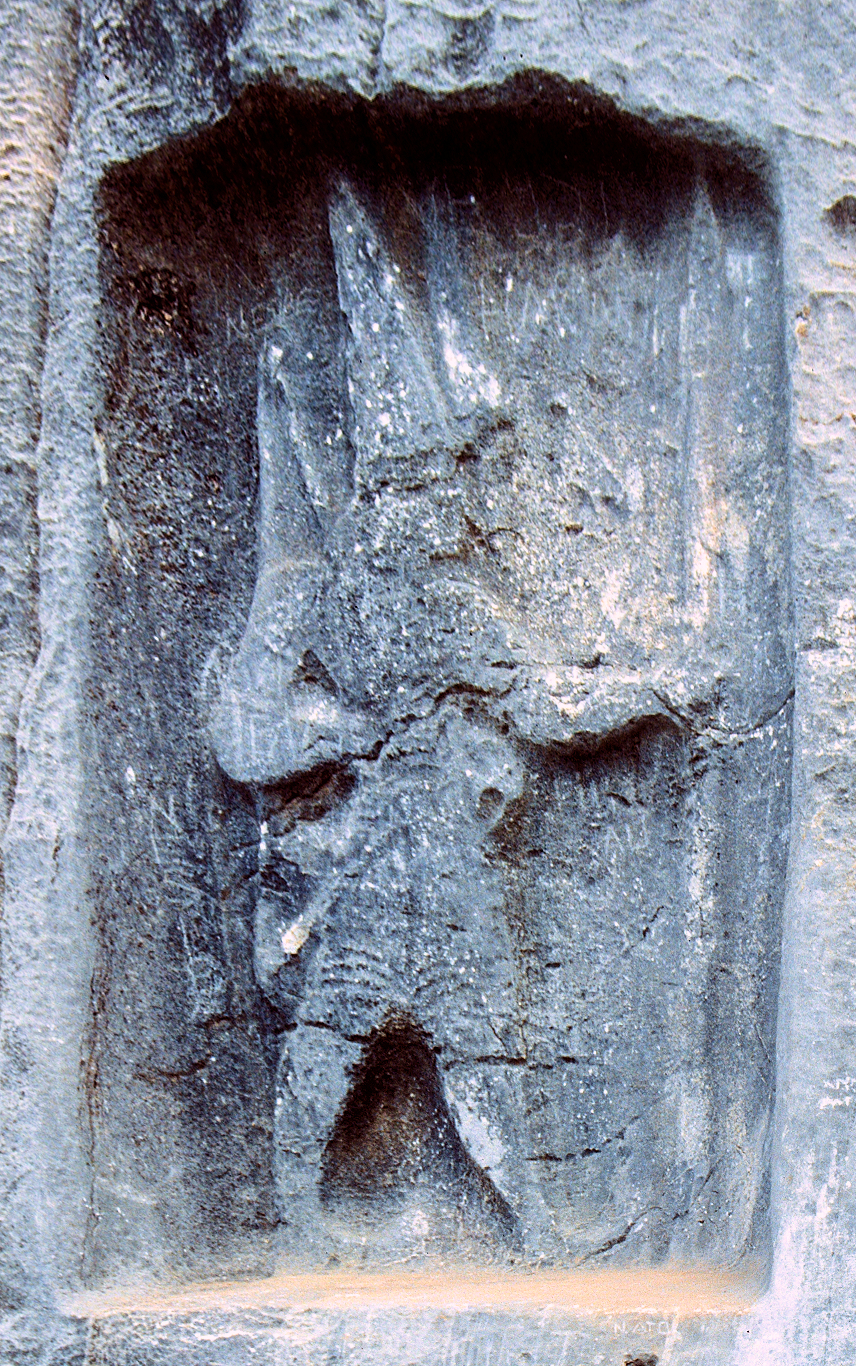
Heródoto identificou erroneamente o relevo do rei Tarkasnawa de Mira, como pertencente a Sesóstris. Relevo de Carabel,

Em Aegyptiaca (História do Egito) de Manetão, um faraó chamado "Sesóstris" ocupou a mesma posição que o conhecido faraó Senusrete III da XII dinastia egípcia, e seu nome agora é geralmente visto como uma corruptela de Senusret/Senwosret/Senwosri. Na verdade, acredita-se que ele seja baseado em Senusrete III, com a possível adição de memórias de outros faraós homônimos da mesma dinastia, bem como Seti I e Ramessés II da muito posterior XIX dinastia egípcia.
As imagens de Sesóstris esculpidas em pedra na Jônia que Heródoto disse ter visto provavelmente são identificadas com as inscrições luvitas do Monte Nif, o relevo de Carabel, agora conhecido por ter sido esculpido por Tarkasnawa, rei do estado arzaviano de Mira. Os reis da XVIII e XIX dinastias foram possivelmente os maiores conquistadores que o Egito já produziu, e seus registros são muito mais claros do que as dinastias mais antigas sobre os limites da expansão egípcia. Senusrete III invadiu o Levante até Siquém, também na Etiópia, e em Semna acima da segunda catarata estabeleceu uma estela de conquista que em suas expressões lembra a estela de Sesóstris em Heródoto: Sesóstris pode, portanto, ser o retrato altamente ampliado deste faraó.
Sesóstris também é mencionado no Romance de Alexandre, onde Alexandre é descrito como "o novo Sesóstris, governante do mundo".